# Le due guerriere
Le due guerriere è il secondo romanzo della trilogia fantasy Le guerre del Mondo Emerso di Licia Troisi. È stato pubblicato per la prima volta da Arnoldo Mondadori Editore il 27 febbraio 2007.

## Trama
Dubhe e Lonerin cominciano il lungo viaggio che li separa dalla loro meta: Sennar, che vive nelle terre al di là del Saar. Alle calcagna hanno però Rekla, la Guardia dei veleni della Gilda, e altri due Assassini. Contemporaneamente Ido parte alla ricerca del figlio di Sennar e Nihal, Tarik, ritornato nel Mondo Emerso. Non arriva però in tempo per salvarlo; Sherva, allenatore della Gilda, riesce a giungere alla dimora di Tarik prima dello gnomo. Una volta giunti lì uccidono Tarik e la moglie Talya e rapiscono il figlio San.
Dubhe e Lonerin si scontrano con i membri della Gilda circa a metà del loro viaggio. Dubhe viene catturata. Ma dopo qualche giorno di viaggio riesce a scappare, rubando tutte le pozioni che Rekla si era portata dietro.
Non sapendo che Lonerin era ancora vivo e tormentata dalla maledizione, tenta il suicidio venendo salvata proprio da Lonerin. Insieme giungono in una valle dove incontrano di nuovo gli assassini, ma Dubhe in preda alla maledizione li uccide entrambi. Vengono aiutati dagli Huyé, gli abitanti di razza mista discendente dalle Terre Ignote, che si offrono di scortarli da Sennar. Poco prima della partenza, Dubhe e Lonerin hanno un confronto : Dubhe gli confessa di non ricambiare i suoi sentimenti. Tra i due si innalza un muro che difficilmente potrà essere abbattuto. Giunti da Sennar, vengono quasi uccisi da Oarf. Il vecchio mago decide comunque di ascoltarli e si convince a seguirli nel Mondo Emerso, in quanto capisce che la sua missione non è ancora giunta al termine.
Nel frattempo Ido recupera il bambino. I due si rifugiano negli acquedotti della Terra del Fuoco, per riprendere le forze. Ido e San ripartono ma a poca distanza dal confine con la Terra dell'Acqua vengono fermati da Learco, figlio di Dohor. Learco, dopo una colluttazione in cui ferisce Ido, decide di risparmiarli, in quanto lo gnomo anni prima aveva fatto lo stesso con lui. Non appena giunge a palazzo, Learco viene a scoprire dal padre che la lama con cui ha ferito Ido era avvelenata. Ido, ferito ed avvelenato, manda un messaggio al Consiglio con la sua posizione ed il suo stato. In loro soccorso giunge Theana, un'apprendista maga con dei poteri sacerdotali, che cura Ido e riporta lui e San alla sede del Consiglio.

### Dubhe
Considerata una Bambina della Morte ed in quanto tale prescelta dal dio Thenaar, la piccola Dubhe, viene esiliata dal suo villaggio e abbandonata dalla famiglia, dopo aver ucciso, in un tragico incidente, il suo compagno di giochi Gornar. Affamata e ferita, viene trovata dal "Maestro", un ex membro della Gilda degli Assassini dalla quale è fuggito dopo la morte della sua compagna. Adorato prima come un padre, il Maestro insegna alla ragazzina le arti di sicario. Quando questi viene ucciso, Dubhe sceglie di sopravvivere dedicandosi ai furti su commissione. Ma la Gilda ormai, ha messo gli occhi su di lei.

### Lonerin
Giovane mago, la cui madre è stata uccisa quando era bambino dalla Gilda in un macabro rituale per curare Lonerin dalla Febbre Rossa, malattia che aveva colpito molti bambini. Lonerin ha giurato di distruggere la Setta. Su incarico del Consiglio delle Acque, Lonerin si infiltra come Postulante tra le file degli Assassini, per scoprire quali sono i loro piani e soprattutto i loro segreti. Qui incontra Dubhe che, in cambio di aiuto per spezzare il sigillo che la tiene prigioniera di una maledizione, gli procura le informazioni necessarie e fugge con lui.

### Ido
Mitico generale, mentore della leggendaria Nihal, Ido, sebbene anziano non è ancora fiaccato nel fisico e nell'animo. Dopo essersi sposato con Soana, e aver contribuito a ricostruire il Mondo Emerso dopo la sconfitta del tiranno, è a capo della resistenza contro il dispotico e sanguinario Dohor, Cavaliere di Drago diventato Re della Terra del Sole a seguito del matrimonio con Sulana. Riesce a salvare San da Sherva e lo conduce al sicuro, dopo aver ferito gravemente il figlio di Dohor, Learco.

### Dohor
Cavaliere di Drago diventato Re della Terra del Sole dopo il suo matromonio con Sulana, Dohor ha intrecciato un pericoloso e oscuro legame con la Gilda per diventare il nuovo Tiranno, il nuovo, spietato e potente signore padrone del Mondo Emerso.

### Tarik
Figlio di Nihal e Sennar, morto insieme a sua moglie per mano della Gilda, che aveva il compito di prendere il loro figlio San per usarlo come contenitore nel quale mettere lo spirito di Aster, il Tiranno morto durante la Grande Battaglia d'Inverno.

### San
Figlio di Tarik e nipote di Nihal e Sennar, ha dodici anni quando diventa mago, la stessa età che aveva Aster quando fu eletto; è un mezzelfo, perciò gli uomini della Gilda vogliono usare il suo corpo per un rituale che ha lo scopo di resuscitare Aster. Egli ha il dono naturale della magia: riesce a curare senza sapere incantesimi e quando è in pericolo il suo fisico diventa indipendente dalla mente e lo protegge.

### Rekla
Guardiana dei veleni e carceriera di Dubhe nella Casa, il quartier generale della Setta, Rekla è sulle tracce dei due giovani per vendicarsi. Fuggendo, infatti, Dubhe le ha fatto un grosso torto oltre che metterle contro il suo adorato dio, Thenaar. Prova piacere nel causare sofferenze agli altri. Ha l'aspetto di una ragazza giovane, anche se ormai ha già settanta anni, e riesce a rimanere giovane grazie a una particolare pozione che lei stessa si fabbrica e della quale solo lei conosce gli ingredienti: Rekla non fa così per paura della vecchiaia ma perché vuole fino all'ultimo offrire al suo dio un corpo giovane, forte e scattante. Viene uccisa da Dubhe durante un durissimo scontro che causa anche la morte dello scagnozzo Filla.

### Yeshol
Capo della Setta degli Assassini e, un tempo, braccio destro del Tiranno, il mezzelfo Aster. Progetta di far tornare in vita il suo capo utilizzando il corpo di un altro mezzosangue il più simile possibile a lui e San sembra perfetto per lo scopo

### Learco
Figlio di Dohor, è un ragazzo tormentato dal suo passato, il cui unico desiderio è compiacere il padre, con lui molto severo e distaccato, anche a costo di portare a termine per lui compiti e missioni che non condivide. Ha ventuno anni, ha sempre vissuto nella solitudine, senza poter contare sulla madre Sulana, che viveva reclusa nelle sue stanze. Poco tempo dopo fece il suo ingresso alla corte di Dohor Neor, lo zio di Learco. Il padre affidò il giovane alle cure dello zio, sperando che riuscisse a renderlo un re degno di succedere Dohor. Neor era l'unico che dimostrava affetto al ragazzo, come se fosse stato il suo stesso figlio. Questa situazione durò poco, poiché Dohor affidò il figlio alle cure di Forra. E fu proprio Forra a costringere Learco a compiere il suo primo omicidio, mozzando la testa ad un vecchio davanti ad un pubblico in trepida attesa. Da allora Learco è preda di grandi conflitti interiori.

### Theana
Seconda apprendista di Folwar, insieme a Lonerin, però a differenza del suo compagno, non è mai uscita dalla sede del Consiglio, ha avuto una breve relazione d'amore con Lonerin a cui ha donato una ciocca dei suoi capelli, è l'ultima sacerdotessa di Thenaar, anche se lei non si reputa un'assassina, come la Gilda, lei prega Sheevrar, il nome elfico di Theenar, e pensa che quello della gilda sia un culto eretico. Per queste ragioni, non starà simpatica a Dubhe, con cui però farà amicizia durante il viaggio intrapreso insieme. Viene descritta con una pelle diafana, occhi azzurri e boccoli biondi.

## Edizioni
- Licia Troisi, Le Due guerriere, Arnoldo Mondadori Editore, 2007,  pp. 452, cap. 29, ISBN 978-88-04-56521-5.